# Louis de Creaux
Louis de Creaux, född i Frankrike, död 1690, var en fransk dansmästare vid Lunds universitet.

## Biografi
Louis de Creaux var son till en dansmästare och tillhörde en fransk adelssläkt i Haute-Loire. Då hans släktgren var hugenotter tvingades han emellertid emigrera. År 1668 sökte han tjänsten som dansmästare vid det nyöppnade Lunds universitet. Efter att ha utfört dansprov inför några danskunniga professorer erhöll han deras rekommendation, och blev därför universitetets förste dansmästare, en post som innebar att han förväntades undervisa studenterna i sällskapsdans. Han tjänstgjorde även tidvis som språkmästare.
de Creaux beskrevs genomgående som en skicklig dansare och lärare - förutom det ovannämnda provet som gav honom dansmästartjänsten karaktäriserades han som "öfvermåttan driftig och alert". Han lyckades emellertid snabbt göra sig ett namn som upptågs- och bråkmakare. Förutom relativt harmlösa aktiviteter, såsom att "dreja och gå gåseraden efter sin nästa", var han även inblandad i diverse dueller och slagsmål. Midsommaraftonsnatten 1670 deltog han i ett bråk mellan studenter och stads- och akademivakten, varvid han stack akademivaktmästare Christian Waktmäster med sin värja och tog till flykten. Som straff beslöt Rector magnificus Samuel Pufendorf att dra in dansmästarens lön. Något senare blev han arresterad och för en tid suspenderad från sin tjänst, emedan han "skjutit en klockare på ett svårt och obscent ställe". År 1671 hotade han tillsammans med språkmästare Andreas Emanuel de Courcelles, universitetets pedeller och flera lägre universitetstjänstemän med att säga upp sig om deras lön inte betalades ut, en förfrågan som vållade konsistoriet mycket huvudbry. Frågan remitterades till slut efter mycken tveksamhet till universitetskansler Gustaf Otto Stenbock, som dock inte vidtog någon åtgärd.
Vad gäller Louis de Creaux vidare öden vid akademien råder det delade meningar. Paul Ahnfelt menar att den ovannämnda skjutningen ledde till dansmästarens avsked, medan Eva Helen Ulvros i sin tur hävdar att det endast var frågan om en tillfällig suspension och att de Creaux dansmästarkarriär istället slutade med Skånska krigets utbrott och universitetets upplösning. Martin Weibull och Elof Tegnér påstår å sin sida att de Creaux fortsatt innehade dansmästarposten till sin död 1690. Oavsett vad tjänstgjorde även hans son Caspar de Creaux och sonson Ludvig de Creaux som dansmästare vid Lunds universitet.